# United Buddy Bears

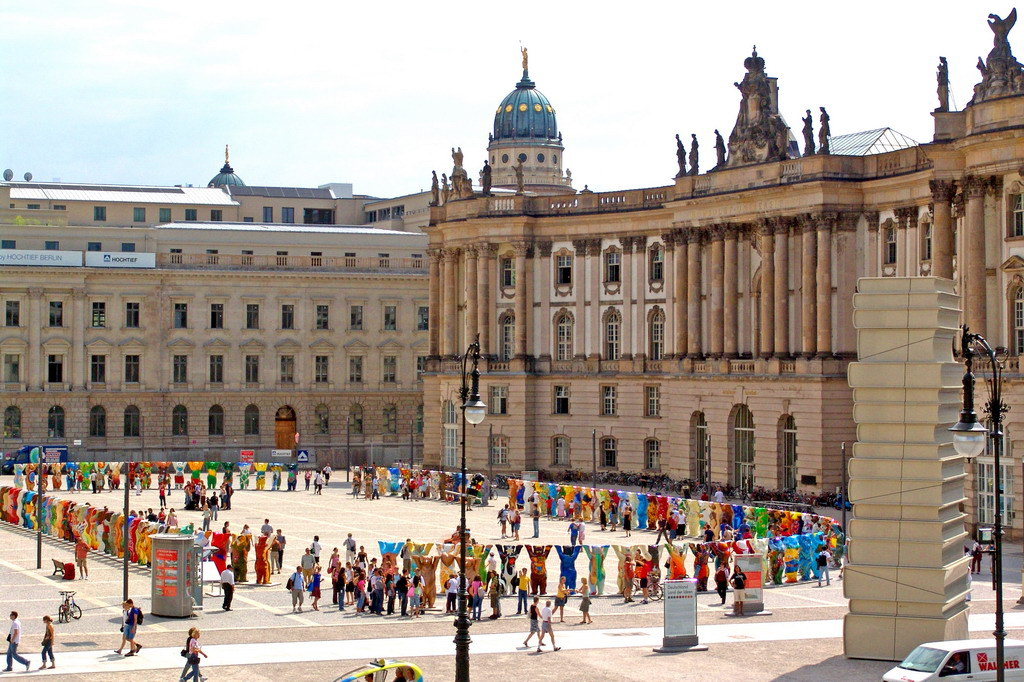
Una foto dell'esposizione di Berlino nel 2006

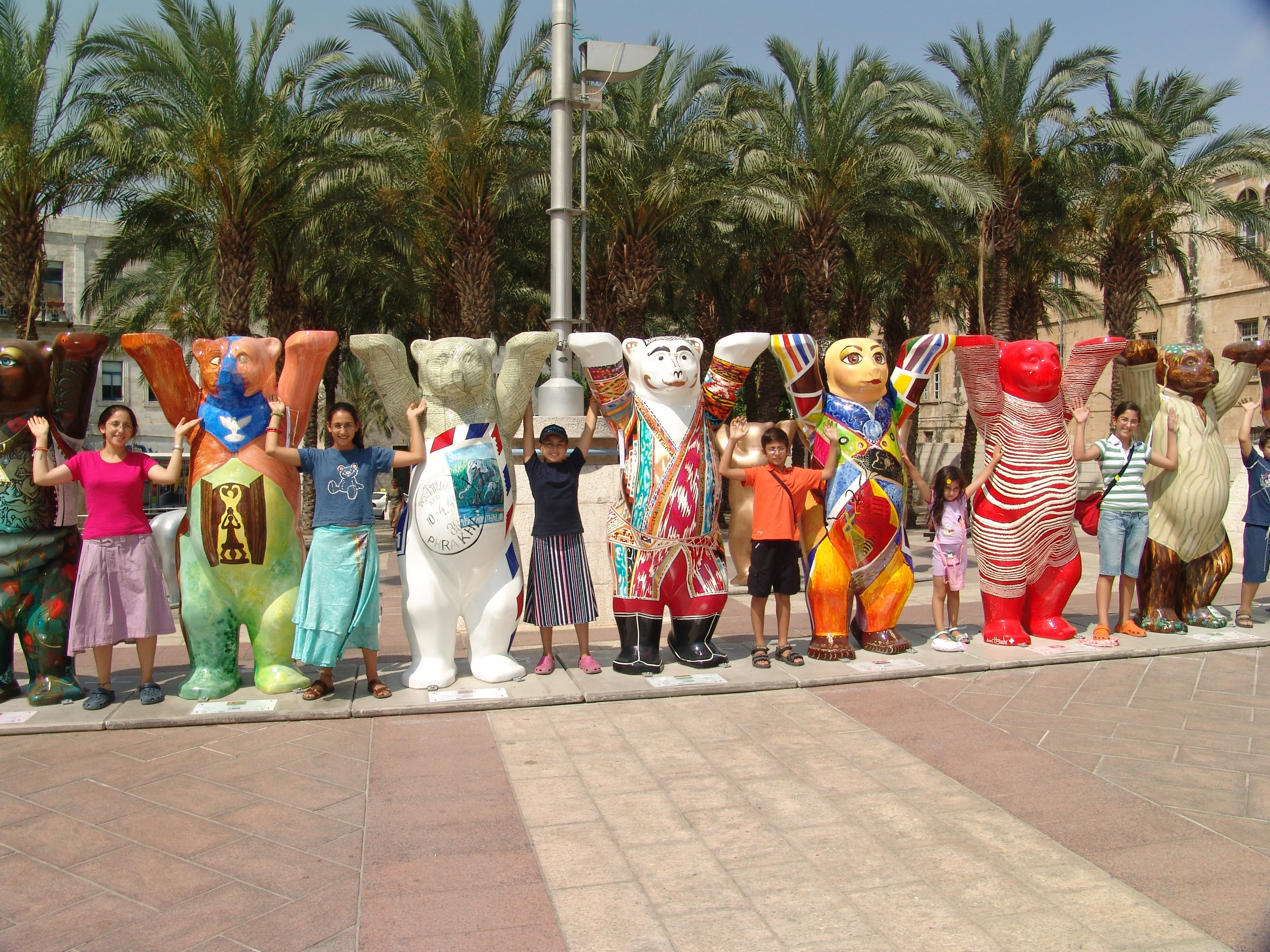
Una foto dell'esposizione di Gerusalemme nel 2007

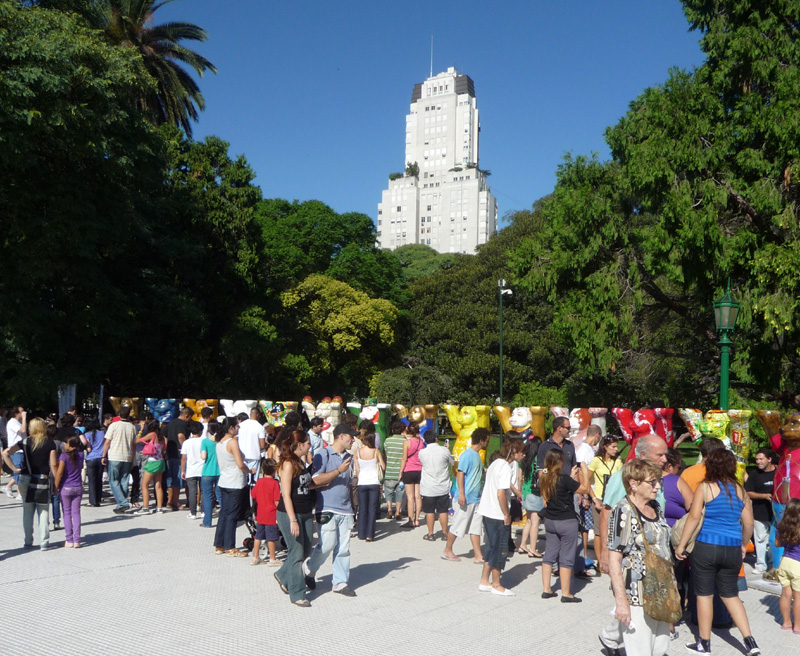
Una foto dell'esposizione di Buenos Aires nel 2009

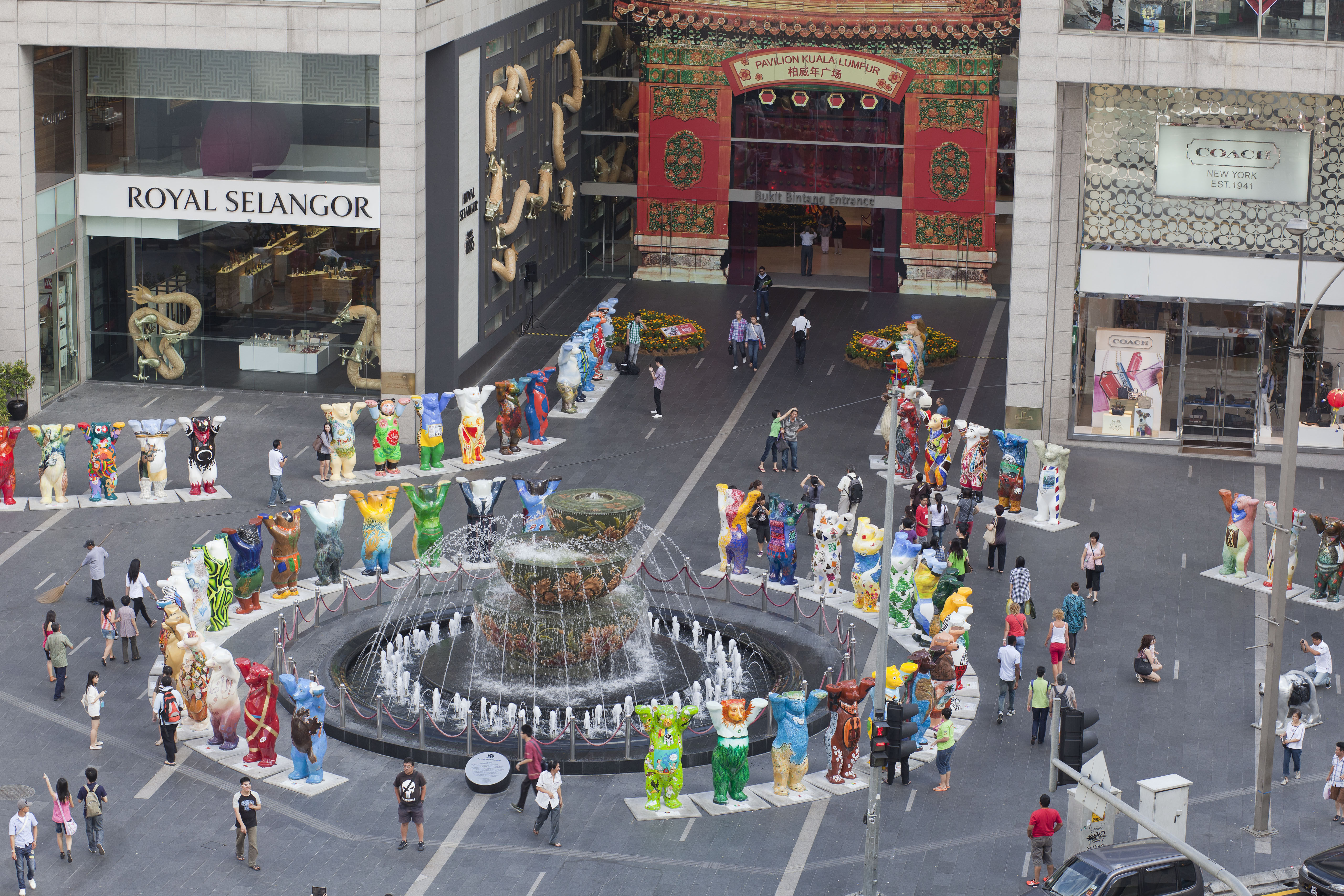
Una foto dell'esposizione di Kuala Lumpur nel 2012

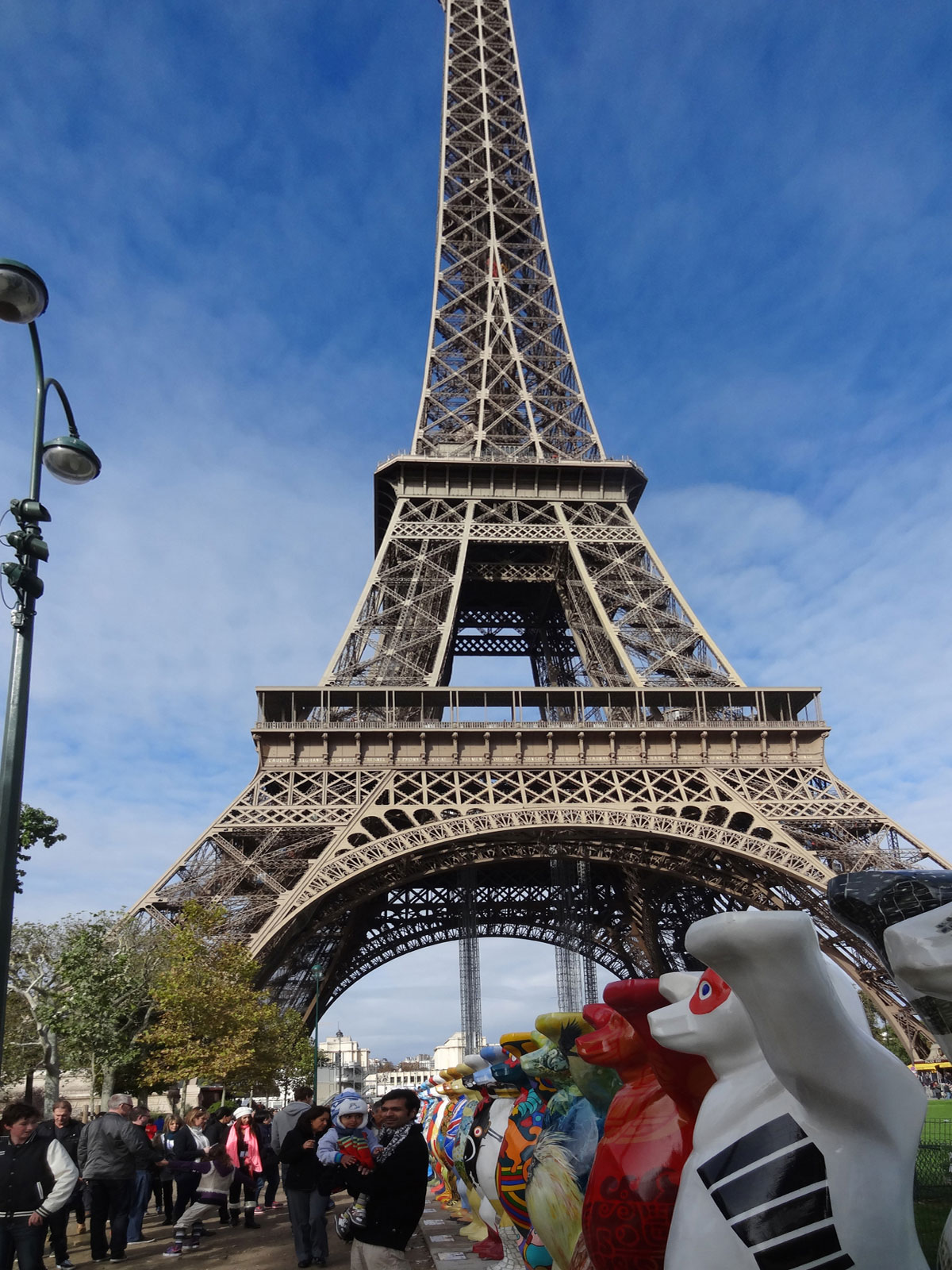
Una foto dell'esposizione di Parigi nel 2012

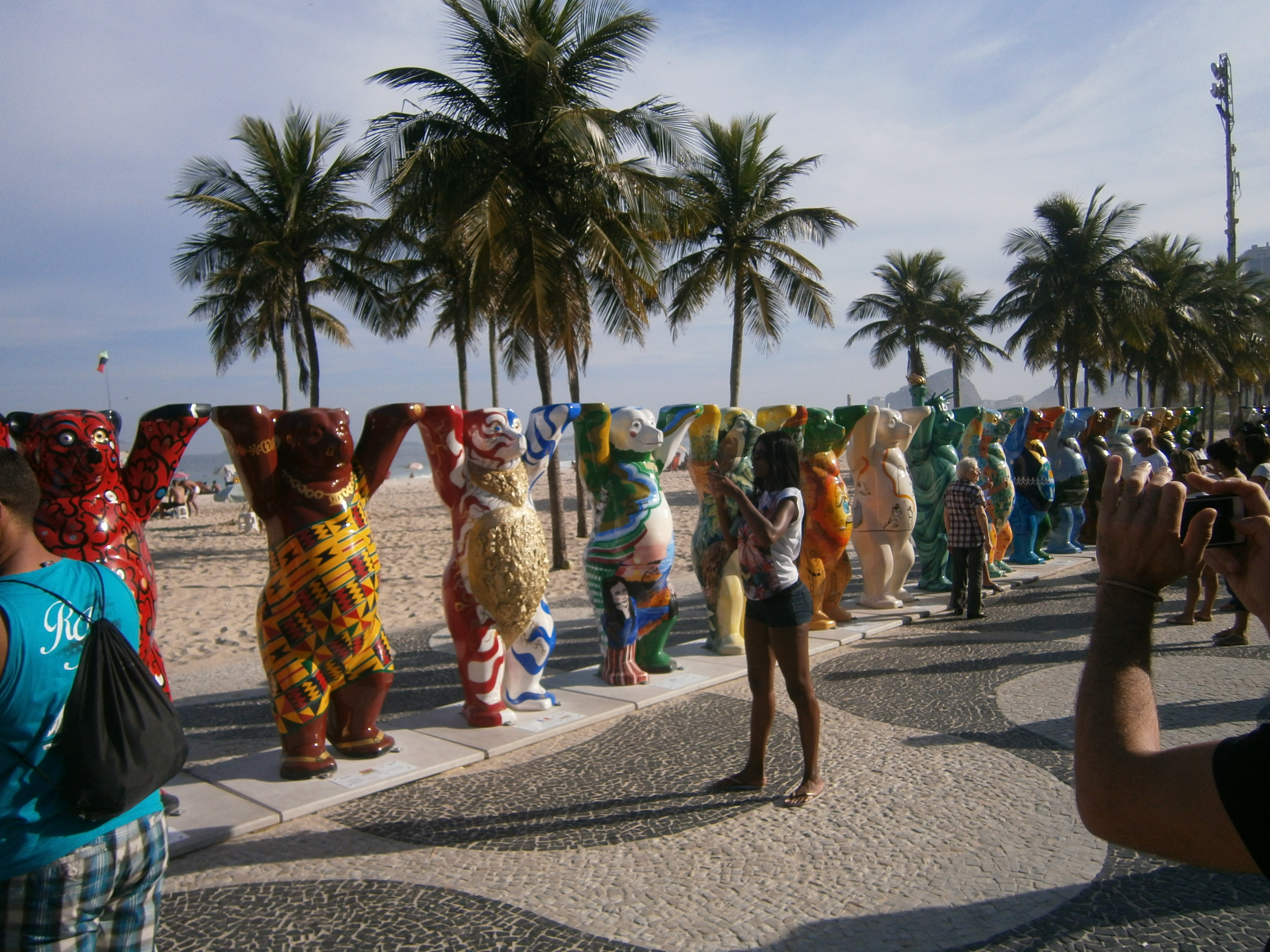
Una foto dell'esposizione di Rio de Janeiro nel 2014

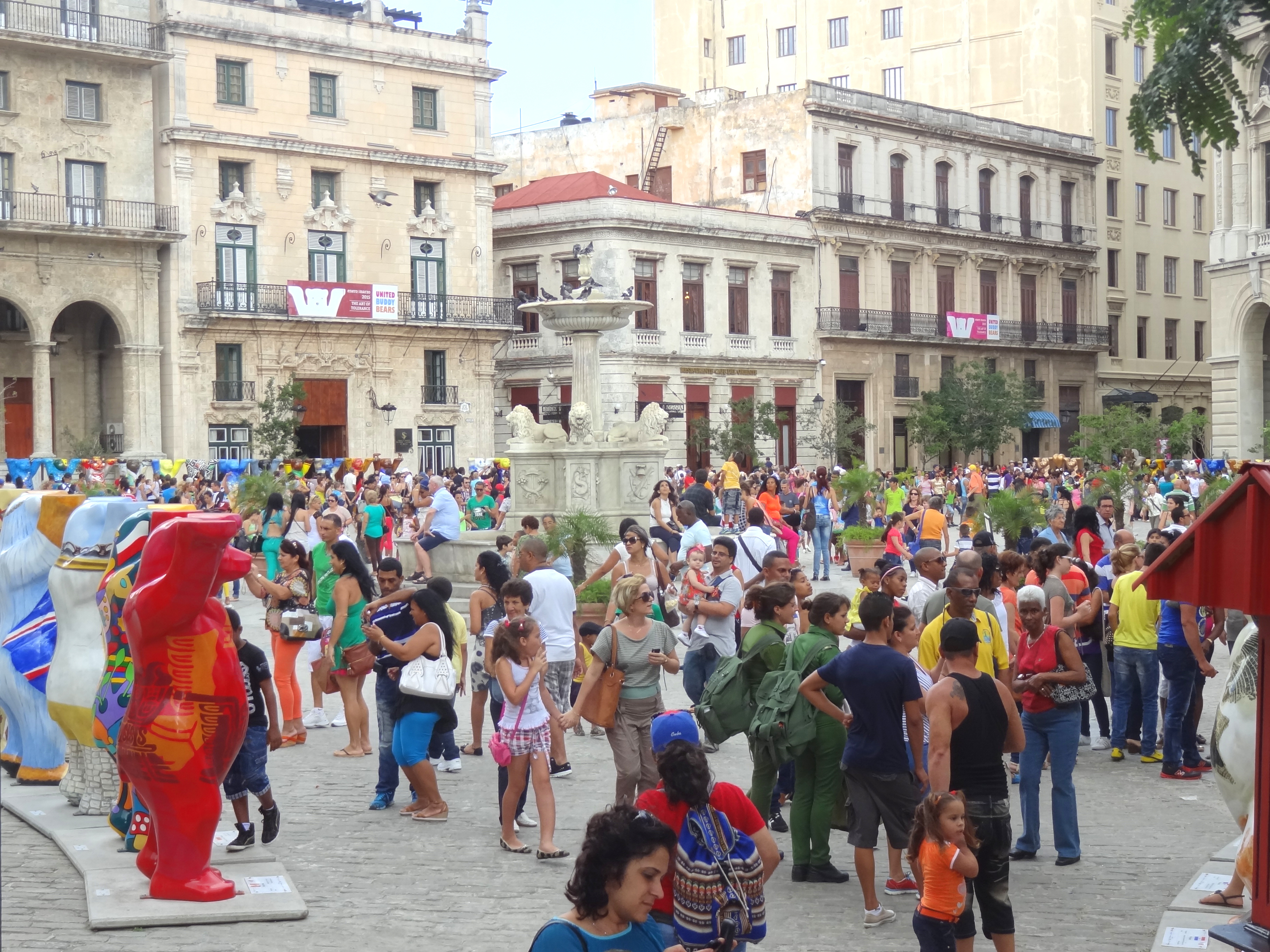
L'Avana, (2015)
Plaza San Francisco de Asís

I Buddy Bär, Orso Buddy, sono opere scultoree di 2 m che raffigurano orsi a grandezza naturale, ciascuno decorato da un artista diverso.
Tra il 2001 e il 2002 ne sono stati collocati circa trecento per le strade e le piazze di Berlino, molti dei quali sono stati poi messi all'asta per devolvere il ricavato a favore di organizzazioni per la tutela dell'infanzia.
Una simile operazione, che vedeva protagoniste le mucche, era stata promossa già nel 1998 a Zurigo, nel 1999 a Chicago, e nel 2000 a New York City.

## GliUnited Buddy Bears
Lo sviluppo dell'iniziativa originaria ha portato alla realizzazione degli United Buddy Bears. L'idea e la filosofia alla base di tale progetto, nato con l'intento di avvicinare i popoli, non sono paragonabili alle esposizioni di sculture zoomorfe dislocate qua e là sul suolo pubblico e ben rappresentate in numerose città in tutto il mondo.
Gli United Buddy Bears sono un'opera organica di portata internazionale realizzata da artisti di oltre 145 Paesi. Gli orsi "artistici", tutti alti 2 m, si tengono per mano e lanciano un messaggio di vita comune nel rispetto reciproco.
La missione di questi United Buddy Bears consiste nel promuovere la tolleranza e la comprensione tra i popoli, le culture e le religioni. Ogni orso degli United Buddy Bears rappresenta un Paese riconosciuto dalle Nazioni Unite e costituisce un'opera unica realizzata da un artista per la propria terra. I differenti stili degli artisti internazionali si fondono in una commistione gioiosa a formare un'unica opera organica. Gli iniziatori del progetto sono Eva e Klaus Herlitz.

### GliUnited Buddy Bearsin tournée mondiale
A tutt'oggi gli United Buddy Bears sono stati esposti in cinque continenti in occasione di 35 mostre visitate da oltre 45 milioni di persone. A titolo esemplificativo, le mostre si sono tenute nel: 2002/2003 a Berlino, 2004 a Kitzbühel, Hong Kong e Istanbul, 2005 a Tokio e Seul, 2006 a Sydney, Berlino e Vienna, 2007 a Cairo e Gerusalemme, 2008 a Varsavia, Stoccarda e Pyongyang, 2009 a Buenos Aires e Montevideo. 2010 a Berlino - Stazione di Berlin Hauptbahnhof, Astana e Helsinki, 2011 a Sofia, Berlino e Kuala Lumpur, 2012 a Nuova Delhi, San Pietroburgo e Parigi, 2013 a Ekaterinburg, 2014 a Rio de Janeiro, 2015 a L'Avana e Santiago del Cile, 2016 a Penang, 2017 a Berlino, 2018 a Riga, 2019 a Antigua Guatemala, 2019 a Città del Guatemala, 2020/2023 a Tierpark Berlin, 2024 a Lubiana.
Per il 2022 i 2023 sono previste mostre a Madrid, Roma e Los Angeles.
Sulla scorta della massima: "Dobbiamo conoscerci meglio, così potremmo comprenderci meglio, avere maggiore fiducia e vivere meglio gli uni accanto agli altri", gli ideatori del progetto, Eva e il Dr. Klaus Herlitz, intendono dare spunti di riflessione sulla vita insieme nel rispetto reciproco. Per questo motivo tutti gli orsi si tengono simbolicamente per mano in un'unione fortemente significativa e spesso sono disposti a formare un grande circolo, denominato dagli organizzatori anche The Art of Tolerance.
Di città in città l'ordine degli orsi nel circolo non è sempre uguale: la sequenza delle opere esposte è data dall'ordine alfabetico adottato nella lingua del Paese ospitante.
Le esposizioni sono state inaugurate perlopiù sotto l'egida degli ambasciatori dell'UNICEF, quali tra gli altri Sir Peter Ustinov, Jackie Chan, Ken Done, Christiane Hörbiger, Mia Farrow e dei sindaci delle città ospitanti.
La mostra di Tokio nel 2005 è stata inaugurata dal Presidente della Repubblica federale tedesca Horst Köhler e dal Premier giapponese Junichiro Koizumi.

### Le scelta degli artisti
Di norma gli artisti sono stati scelti dai rispettivi ambasciatori, ovvero dal Ministero della cultura del proprio Paese. A partire dal 2002 la maggior parte di loro si è recata a Berlino dove, in un "ampio atelier", ha potuto realizzare un orso per il proprio Paese e secondo il proprio stile creativo.
Chi visita le esposizioni potrà fare un vero e proprio viaggio intorno al mondo seguendo le molteplici creazioni che riecheggiano la terra natia dell'artista. Grazie ai diversi orsi si possono scoprire cultura, storia, uomini, paesaggi, economia, musica: uno stimolo per la curiosità dell'osservatore a conoscere i Paesi rappresentati.

### La rilevanza politica delle singole esposizioni
- Seul 2005:

In Corea l'orso ha anche un particolare carico simbolico ed è assurto a madre originaria del mito della creazione. Per questo motivo il governo locale si è attivato per inviare due artisti a Berlino nel 2005 affinché potessero realizzare un orso per la Corea del Nord, Paese non ancora rappresentato nel circolo degli
United Buddy Bears. Nell'autunno del 2005 la Corea del Nord e del Sud si trovavano per la prima volta affiancate a Seul tenendosi pacificamente per mano.
- Gerusalemme 2007:

In occasione della mostra in piazza Safra, accanto al complesso municipale di Gerusalemme, si è potuta ammirare per la prima volta anche la Palestina nel circolo accanto a tutti gli altri Paesi e al pari di essi. Lo United Buddy Bear israeliano si trovava tra gli orsi di Iran e Iraq.

### I miniUnited Buddy Bears
Molti artisti internazionali hanno realizzato per il proprio Paese anche un piccolo United Buddy Bear di 1 m di altezza. Anche questo circolo di mini United Buddy Bears viene presentato in tutto il mondo in un'esposizione
itinerante, spesso al coperto in ampie gallerie e saloni, p. es. nel Sony-Center di Berlino o all'aeroporto di Francoforte.

## Un aiuto per i bambini bisognosi
Le attività che fanno capo agli United Buddy Bears e l'aiuto in favore dei bambini bisognosi sono diventati due elementi inscindibili. Grazie alle offerte e al ricavato delle vendite all'asta degli United Buddy Bears sono stati raccolti finora (dati aggiornati alla fine del 2017) oltre 2,5 milioni di euro per l'UNICEF e per diverse organizzazioni locali che operano in favore dell'infanzia.
Grazie all'intervento di Jackie Chan che, tra l'altro, dal 2003 è ambasciatore dell'UNICEF, è stato possibile donare a tre organizzazioni per la tutela dei bambini assegni per un valore complessivo di 447000 € raccolti in occasione dell'inaugurazione della mostra ad Hong Kong nel 2004.
Spesso singoli United Buddy Bears vengono venduti all'asta devolvendo gli incassi all'UNICEF: ciò accade quando per il Paese in questione è stato realizzato un nuovo Buddy Bear. Tra l'altro, questo ricambio continuo fa sì che ogni esposizione sia diversa dalle altre.